# ウエスト・ロード・ブルース・バンド
ウエスト・ロード・ブルース・バンド（West Road Blues Band）は、1972年に関西で結成されたブルース・バンド。日本のブルース・バンドの草分け的存在として、1970年代の国内ブルース・シーンおいて大きな影響力を持った。

## 来歴
1972年 永井"ホトケ"隆（Vo）塩次伸二（G）山岸潤史（G）小堀正（B）松本照夫（Dr）の5人で結成。同年9月、B.B.キング大阪公演の前座に抜擢。
1975年 ファースト・アルバム『ブルーズパワー』をリリース。同年、山岸が脱退、薩摩光二（Sax）と井出隆一（P）が加入。
1976年 塩次、薩摩が脱退し、中島正雄（G）が加入する。
1977年 バンド解散。
1984年 オリジナル・メンバーの5人にてバンドを再結成。アルバム『ジャンクション』をリリース。以後、単発的にライブ活動を行っている。
1995年 山岸がニューオーリンズに移住後も、彼の一時帰国に合わせて度々ライブが組まれた。
2008年10月19日 オリジナル・メンバーの塩次が心不全のため、ツアー先の栃木県佐野市で急逝した。

## ディスコグラフィー
- 1975年4月1日 『ブルーズパワー』 （Bourbon）[3]
- 1975年11月1日 『ライヴ・イン・キョート』 （Bourbon）
  - 1975年 『Live In Kyoto』 (ISLAND/ILPS-9418) ※米国リリース。2枚組のLPを1枚に編集
- 1984年4月21日 『ジャンクション』（Invitation）
- 1995年6月17日 『ライヴ・イン・ニューヨーク』 （ZAIN）

### ベスト盤
- 2005年1月26日 『ゴールデン☆ベスト』 （徳間ジャパン）[4]

### その他
- 1973年 『Live in Magazine No.1/2』 （CHU CHU RECORD/CM-1）

※ウィーピング・ハープ・セノウ（妹尾隆一郎）、レイジーキム・ブルース・バンドとのライヴ盤